# ستيف موريسون (لاعب كرة قدم أمريكية)
ستيف موريسون (بالإنجليزية: Steve Morrison)‏ هو لاعب كرة قدم أمريكية أمريكي، ولد في 28 ديسمبر 1971 في برمنغهام في الولايات المتحدة.

## وصلات خارجية
- ستيف موريسون على موقع مرجع كرة القدم المحترفة.كوم (الإنجليزية)